# 714
714 (DCCXIV) je bilo navadno leto, ki se je po julijanskem koledarju začelo na ponedeljek.

## Dogodki
- 1. januar

## Rojstva
Neznan datum
- Abu Džafar al-Mansur, drugi kalif Abasidskega kalifata († 775)
- Pipin Mali, frankovski kralj († 768)

## Smrti
- 16. december - Pipin Herstalski, frankovski majordom (* okoli 735)